# Ma Sicong
Ma Sicong (født 7. maj 1912 i Haifeng Amt, Shanwei, Kina - død 20. maj 1987 i Philadelphia, Pennsylvania, USA) var en kinesisk komponist, violinist og lærer.
Sicong studerede som barn musik og violin i sit hjemland, og tog senere til Frankrig, hvor han studerede videre på Musikkonservatoriet i Paris. Han vendte tilbage til Kina hvor han delvis blev førsteviolinist i orkesteret hos Forskningsinstituttet for Dramatisk Kunst, og hvor han senere formede et Symfoniorkester i Chongqing, og underviste som lærer på forskellige skoler. Sicong har skrevet to symfonier, orkesterværker, kammermusik, koncertmusik, korværker, klaverstykker, violin stykker etc. Han blev offer for Kulturrevolutionen i Kina (1967) og måtte flygte til USA, hvor han levede til sin død i (1987).

## Udvalgte værker
- Symfoni nr. 1 (1941-1942) - for orkester
- Symfoni nr. 2 (1958-1959) - for orkester
- Violinkoncert (1944) - for violin og orkester
- Koncert (1983) - for 2 violiner og orkester